# Ulee Gampong (Mutiara Timur)
Ulee Gampong is een bestuurslaag in het regentschap Pidie van de provincie Atjeh, Indonesië. Ulee Gampong telt 688 inwoners (volkstelling 2010).